# Lijst van voetbalinterlands Mexico - Verenigde Staten
Deze lijst van voetbalinterlands is een overzicht van alle officiële voetbalwedstrijden tussen de nationale teams van Mexico en de Verenigde Staten. De landen speelden tot op heden 79 keer tegen elkaar, te beginnen met een kwalificatiewedstrijd voor het Wereldkampioenschap voetbal 1934 op 24 mei 1934 in Rome (Italië). Het laatste duel, de finale van de CONCACAF Gold Cup 2025, vond plaats op 6 juli 2025 in Houston.

## Wedstrijden
| №  | Plaats          | Datum             | Competitie                      | Wedstrijd                 | Uitslag |
| -- | --------------- | ----------------- | ------------------------------- | ------------------------- | ------- |
| 1  | Rome            | 24 mei 1934       | WK 1934 kwalificatie            | Verenigde Staten – Mexico | 4 – 2   |
| 2  | Mexico-Stad     | 12 september 1937 | Vriendschappelijk               | Mexico – Verenigde Staten | 7 – 2   |
| 3  | Mexico-Stad     | 19 september 1937 | Vriendschappelijk               | Mexico – Verenigde Staten | 7 – 3   |
| 4  | Mexico-Stad     | 26 september 1937 | Vriendschappelijk               | Mexico – Verenigde Staten | 5 – 1   |
| 5  | Havana          | 13 juli 1949      | Vriendschappelijk               | Verenigde Staten – Mexico | 0 – 5   |
| 6  | Mexico-Stad     | 4 september 1949  | WK 1950 kwalificatie            | Mexico – Verenigde Staten | 6 – 0   |
| 7  | Mexico-Stad     | 18 september 1949 | WK 1950 kwalificatie            | Mexico – Verenigde Staten | 6 – 2   |
| 8  | Mexico-Stad     | 10 januari 1954   | WK 1954 kwalificatie            | Mexico – Verenigde Staten | 4 – 0   |
| 9  | Mexico-Stad     | 14 januari 1954   | WK 1954 kwalificatie            | Verenigde Staten – Mexico | 1 – 3   |
| 10 | Mexico-Stad     | 7 april 1957      | WK 1958 kwalificatie            | Mexico – Verenigde Staten | 6 – 0   |
| 11 | Los Angeles     | 28 april 1957     | WK 1958 kwalificatie            | Verenigde Staten – Mexico | 2 – 7   |
| 12 | Los Angeles     | 6 november 1960   | WK 1962 kwalificatie            | Verenigde Staten – Mexico | 3 – 3   |
| 13 | Mexico-Stad     | 13 november 1960  | WK 1962 kwalificatie            | Mexico – Verenigde Staten | 3 – 0   |
| 14 | Los Angeles     | 7 maart 1965      | WK 1966 kwalificatie            | Verenigde Staten – Mexico | 2 – 2   |
| 15 | Mexico-Stad     | 12 maart 1965     | WK 1966 kwalificatie            | Mexico – Verenigde Staten | 2 – 0   |
| 16 | Mexico-Stad     | 3 september 1972  | WK 1974 kwalificatie            | Mexico – Verenigde Staten | 3 – 1   |
| 17 | Los Angeles     | 10 september 1972 | WK 1974 kwalificatie            | Verenigde Staten – Mexico | 1 – 2   |
| 18 | Mexico-Stad     | 16 oktober 1973   | Vriendschappelijk               | Mexico – Verenigde Staten | 2 – 0   |
| 19 | Monterrey       | 5 september 1974  | Vriendschappelijk               | Mexico – Verenigde Staten | 3 – 1   |
| 20 | Dallas          | 8 september 1974  | Vriendschappelijk               | Verenigde Staten – Mexico | 0 – 1   |
| 21 | Mexico-Stad     | 24 augustus 1975  | Vriendschappelijk               | Mexico – Verenigde Staten | 2 – 0   |
| 22 | Los Angeles     | 3 oktober 1976    | WK 1978 kwalificatie            | Verenigde Staten – Mexico | 0 – 0   |
| 23 | Puebla          | 15 oktober 1976   | WK 1978 kwalificatie            | Mexico – Verenigde Staten | 3 – 0   |
| 24 | Monterrey       | 27 september 1977 | Vriendschappelijk               | Mexico – Verenigde Staten | 3 – 0   |
| 25 | Mexico-Stad     | 9 november 1980   | WK 1982 kwalificatie            | Mexico – Verenigde Staten | 5 – 1   |
| 26 | Fort Lauderdale | 23 november 1980  | WK 1982 kwalificatie            | Verenigde Staten – Mexico | 2 – 1   |
| 27 | Mexico-Stad     | 17 oktober 1984   | Vriendschappelijk               | Mexico − Verenigde Staten | 2 − 1   |
| 28 | Los Angeles     | 12 maart 1991     | NAFC-kampioenschap 1991         | Verenigde Staten – Mexico | 2 – 2   |
| 29 | Los Angeles     | 5 juli 1991       | CONCACAF Gold Cup 1991          | Verenigde Staten – Mexico | 2 – 0   |
| 30 | Mexico-Stad     | 25 juli 1993      | CONCACAF Gold Cup 1993          | Verenigde Staten – Mexico | 0 – 4   |
| 31 | Washington D.C. | 13 oktober 1993   | Vriendschappelijk               | Verenigde Staten – Mexico | 1 – 1   |
| 32 | Pasadena        | 4 juni 1994       | Vriendschappelijk               | Verenigde Staten – Mexico | 1 – 0   |
| 33 | Washington D.C. | 18 juni 1995      | Vriendschappelijk               | Verenigde Staten – Mexico | 4 – 0   |
| 34 | Paysandú        | 17 juli 1995      | Copa América 1995               | Verenigde Staten – Mexico | 0 – 0   |
| 35 | Los Angeles     | 16 juni 1996      | Vriendschappelijk               | Verenigde Staten – Mexico | 2 – 2   |
| 36 | Pasadena        | 19 januari 1997   | Vriendschappelijk               | Verenigde Staten – Mexico | 0 – 2   |
| 37 | Foxborough      | 20 april 1997     | WK 1998 kwalificatie            | Verenigde Staten – Mexico | 2 – 2   |
| 38 | Mexico-Stad     | 2 november 1997   | WK 1998 kwalificatie            | Mexico – Verenigde Staten | 0 – 0   |
| 39 | Los Angeles     | 15 februari 1998  | CONCACAF Gold Cup 1998          | Verenigde Staten – Mexico | 0 – 1   |
| 40 | San Diego       | 13 maart 1999     | Vriendschappelijk               | Verenigde Staten – Mexico | 1 – 2   |
| 41 | Mexico-Stad     | 1 augustus 1999   | FIFA Confederations Cup 1999    | Mexico – Verenigde Staten | 1 – 0   |
| 42 | East Rutherford | 11 juni 2000      | Vriendschappelijk               | Verenigde Staten – Mexico | 3 – 0   |
| 43 | Los Angeles     | 25 oktober 2000   | Vriendschappelijk               | Verenigde Staten – Mexico | 2 – 0   |
| 44 | Columbus        | 28 februari 2001  | WK 2002 kwalificatie            | Verenigde Staten – Mexico | 2 – 0   |
| 45 | Mexico-Stad     | 1 juli 2001       | WK 2002 kwalificatie            | Mexico – Verenigde Staten | 1 – 0   |
| 46 | Denver          | 3 april 2002      | Vriendschappelijk               | Verenigde Staten – Mexico | 1 – 0   |
| 47 | Jeonju          | 17 juni 2002      | WK 2002                         | Mexico – Verenigde Staten | 0 – 2   |
| 48 | Houston         | 8 mei 2003        | Vriendschappelijk               | Verenigde Staten – Mexico | 0 – 0   |
| 49 | Dallas          | 28 april 2004     | Vriendschappelijk               | Verenigde Staten – Mexico | 1 – 0   |
| 50 | Mexico-Stad     | 27 maart 2005     | WK 2006 kwalificatie            | Mexico – Verenigde Staten | 2 – 1   |
| 51 | Columbus        | 3 september 2005  | WK 2006 kwalificatie            | Verenigde Staten – Mexico | 2 – 0   |
| 52 | Glendale        | 7 februari 2007   | Vriendschappelijk               | Verenigde Staten – Mexico | 2 – 0   |
| 53 | Chicago         | 24 juni 2007      | CONCACAF Gold Cup 2007          | Verenigde Staten – Mexico | 2 – 1   |
| 54 | Houston         | 6 februari 2008   | Vriendschappelijk               | Verenigde Staten – Mexico | 2 – 2   |
| 55 | Columbus        | 11 februari 2009  | WK 2010 kwalificatie            | Verenigde Staten – Mexico | 2 – 0   |
| 56 | East Rutherford | 26 juli 2009      | CONCACAF Gold Cup 2009          | Verenigde Staten – Mexico | 0 – 5   |
| 57 | Mexico-Stad     | 12 augustus 2009  | WK 2010 kwalificatie            | Mexico – Verenigde Staten | 2 – 1   |
| 58 | Pasadena        | 25 juni 2011      | CONCACAF Gold Cup 2011          | Verenigde Staten – Mexico | 2 – 4   |
| 59 | Philadelphia    | 10 augustus 2011  | Vriendschappelijk               | Verenigde Staten – Mexico | 1 – 1   |
| 60 | Mexico-Stad     | 15 augustus 2012  | Vriendschappelijk               | Mexico – Verenigde Staten | 0 – 1   |
| 61 | Mexico-Stad     | 26 maart 2013     | WK 2014 kwalificatie            | Mexico – Verenigde Staten | 0 – 0   |
| 62 | Columbus        | 10 september 2013 | WK 2014 kwalificatie            | Verenigde Staten − Mexico | 2 − 0   |
| 63 | Glendale        | 2 april 2014      | Vriendschappelijk               | Verenigde Staten − Mexico | 2 − 2   |
| 64 | San Antonio     | 15 april 2015     | Vriendschappelijk               | Verenigde Staten − Mexico | 2 − 0   |
| 65 | Los Angeles     | 10 oktober 2015   | CONCACAF Cup 2015               | Verenigde Staten − Mexico | 2 − 3   |
| 66 | Columbus        | 11 november 2016  | WK 2018 kwalificatie            | Verenigde Staten − Mexico | 1 − 2   |
| 67 | Mexico-Stad     | 11 juni 2017      | WK 2018 kwalificatie            | Mexico − Verenigde Staten | 1 − 1   |
| 68 | Nashville       | 11 september 2018 | Vriendschappelijk               | Verenigde Staten − Mexico | 1 − 0   |
| 69 | Chicago         | 7 juli 2019       | CONCACAF Gold Cup 2019          | Mexico − Verenigde Staten | 1 − 0   |
| 70 | East Rutherford | 6 september 2019  | Vriendschappelijk               | Verenigde Staten − Mexico | 0 − 3   |
| 71 | Denver          | 6 juni 2021       | CONCACAF Nations League 2019/20 | Verenigde Staten − Mexico | 3 − 2   |
| 72 | Paradise        | 1 augustus 2021   | CONCACAF Gold Cup 2021          | Verenigde Staten − Mexico | 1 − 0   |
| 73 | Cincinnati      | 12 november 2021  | WK 2022 kwalificatie            | Verenigde Staten − Mexico | 2 − 0   |
| 74 | Mexico-Stad     | 24 maart 2022     | WK 2022 kwalificatie            | Mexico − Verenigde Staten | 0 − 0   |
| 75 | Glendale        | 19 april 2023     | Vriendschappelijk               | Verenigde Staten − Mexico | 1 − 1   |
| 76 | Paradise        | 15 juni 2023      | CONCACAF Nations League 2022/23 | Verenigde Staten − Mexico | 3 − 0   |
| 77 | Arlington       | 24 maart 2024     | CONCACAF Nations League 2023/24 | Mexico − Verenigde Staten | 0 − 2   |
| 78 | Zapopan         | 15 oktober 2024   | Vriendschappelijk               | Mexico − Verenigde Staten | 2 − 0   |
| 79 | Houston         | 6 juli 2025       | CONCACAF Gold Cup 2025          | Verenigde Staten − Mexico | 1 − 2   |

## Samenvatting
| Competitie              | Totaal gespeeld | Winst Mexico | Gelijk | Winst Verenigde Staten | Doelsaldo Mexico – Verenigde Staten |
| ----------------------- | --------------- | ------------ | ------ | ---------------------- | ----------------------------------- |
| WK-eindronde            | 1               | 0            | 0      | 1                      | 0 − 2                               |
| WK-kwalificatie         | 31              | 16           | 8      | 7                      | 68 − 35                             |
| FIFA Confederations Cup | 1               | 1            | 0      | 0                      | 1 − 0                               |
| CONCACAF Gold Cup       | 9               | 6            | 0      | 3                      | 18 − 8                              |
| CONCACAF Nations League | 3               | 0            | 0      | 3                      | 2 − 8                               |
| CONCACAF Cup            | 1               | 1            | 0      | 0                      | 3 − 2                               |
| Copa América            | 1               | 0            | 1      | 0                      | 0 − 0                               |
| NAFC-kampioenschap      | 1               | 0            | 1      | 0                      | 2 − 2                               |
| Vriendschappelijk       | 31              | 14           | 7      | 10                     | 55 − 36                             |
| Totaal                  | 79              | 38           | 17     | 24                     | 149 − 93                            |

## Details

### Zestiende ontmoeting
| WK 1974 kwalificatie (Mexico-Stad, Mexico, 3 september 1972): |       |                  |
| Mexico                                                        | 3 – 1 | Verenigde Staten |
| Cesáreo Victorino 12' Fernando Bustos 47' Enrique Borja 60'   | goals | 78' William Roy  |

### Zeventiende ontmoeting
| WK 1974 kwalificatie (Los Angeles, Verenigde Staten, 10 september 1972): |       |                                              |
| Verenigde Staten                                                         | 1 – 2 | Mexico                                       |
| Gene Geimer 8'                                                           | goals | 11' Sergio Ceballos 48' Juan Manuel Borbolla |

### 29ste ontmoeting
| CONCACAF Gold Cup 1991 (Los Angeles, Verenigde Staten, 5 juli 1991): |       |        |
| Verenigde Staten                                                     | 2 – 0 | Mexico |
| John Doyle 48' Peter Vermes 64'                                      | goals |        |

### 63ste ontmoeting
| Vriendschappelijk (Glendale, Verenigde Staten, 2 april 2014): |       |                                    |
| Verenigde Staten                                              | 2 – 2 | Mexico                             |
| Michael Bradley 15' Chris Wondolowski 28'                     | goals | 49' Rafael Márquez 67' Alan Pulido |

### 64ste ontmoeting
| Vriendschappelijk (scheidsrechter Ricardo Montero Araya, San Antonio, 15 april 2015): |              | |
| Verenigde Staten | 2 – 0        | Mexico |
| Jordan Morris 49' Juan Agudelo 72' | goals        | |
| Jürgen Klinsmann | bondscoach   | Miguel Herrera |
| Nick Rimando 46' Greg Garza 46' Ventura Alvarado Omar Gonzalez DeAndre Yedlin Joe Corona 46' Kyle Beckerman 63' Mikkel Diskerud 81' Michael Bradley Jordan Morris 65' Gyasi Zardes                                           | opstellingen | Cirilo Saucedo Efrain Velarde 46' Carlos Salcedo 61' Francisco Rodríguez 46' Hiram Mier 68' Gerardo Flores 80' Luis Montes Mario Osuna Carlos Esquivel 83' Eduardo Herrera Erick Torres |
| William Yarbrough 46' Brek Shea 46' Miguel Ibarra 46' Perry Kitchen 63' Juan Agudelo 65' Brad Evans 81' | wissels      | 46' Julio Domínguez 46' Oswaldo Alanís 61' Luis Rodríguez 68' George Corral 80' Antonio Ríos 83' Marco Bueno                                                                            |
| - Debuut van Cirilo Saucedo (Club Tijuana), Carlos Salcedo (Deportivo Guadalajara), Mario Osuna (Gallos Blancos), George Corral (Gallos Blancos), Luis Rodríguez (Chiapas FC) en Marco Bueno (Deportivo Toluca) voor Mexico. |              | |

FMF · A-internationals · Selecties · Bondscoaches · Statistieken · Mexicaans vrouwenelftal · Olympisch elftal · Mexico U21 · Mexico U20 · Mexico U19 · Mexico U18 · Mexico U17
1920 – 1949 ·
1950 – 1969 ·
1970 – 1979 ·
1980 – 1989 ·
1990 – 1999 ·
2000 – 2009 ·
2010 – 2019 ·
2020 – 2029
Copa América 1993 ·
Copa América 1995 ·
Copa América 1997 ·
Copa América 1999 ·
Copa América 2001 ·
Copa América 2004 ·
Copa América 2007 ·
Copa América 2011 ·
Copa América 2015 · 
Copa América 2016
WK 1930 ·
WK 1950 ·
WK 1954 ·
WK 1958 ·
WK 1962 ·
WK 1966 ·
WK 1970 ·
WK 1978 ·
WK 1986 ·
WK 1994 ·
WK 1998 ·
WK 2002 ·
WK 2006 ·
WK 2010 ·
WK 2014 · 
WK 2018
OS 1928 ·
OS 1948 ·
OS 1964 ·
OS 1968 ·
OS 1972 ·
OS 1976 ·
OS 1992 ·
OS 1996 ·
OS 2004 ·
OS 2012 ·
OS 2016 ·
OS 2020
1923 ·
1924–1927 ·
1928 ·
1929 ·
1930 ·
1931–1933 ·
1934 ·
1935 ·
1936 ·
1937 ·
1938 ·
1939–1946 ·
1947 ·
1948 ·
1949 ·
1950 ·
1951 ·
1952 ·
1953 ·
1954 ·
1955 ·
1956 ·
1957 ·
1958 ·
1959 ·
1960 ·
1961 ·
1962 ·
1963 ·
1964 ·
1965 ·
1966 ·
1967 ·
1968 ·
1969 ·
1970 · 
1971 · 
1972 · 
1973 · 
1974 · 
1975 · 
1976 · 
1977 · 
1978 · 
1979 · 
1980 · 
1981 · 
1982 · 
1983 · 
1984 · 
1985 · 
1986 · 
1987 · 
1988 · 
1989 · 
1990 · 
1991 · 
1992 · 
1993 · 
1994 · 
1995 · 
1996 · 
1997 · 
1998 · 
1999 · 
2000 · 
2001 · 
2002 · 
2003 · 
2004 · 
2005 · 
2006 · 
2007 · 
2008 · 
2009 · 
2010 · 
2011 · 
2012 · 
2013 · 
2014 · 
2015 · 
2016 ·
2017 ·
2018 ·
2019 ·
2020 ·
2021 ·
2022 ·
2023
Albanië ·
Algerije ·
Angola ·
Argentinië ·
Australië ·
België ·
Belize ·
Bermuda ·
Bolivia ·
Bosnië en Herzegovina ·
Brazilië ·
Bulgarije ·
Canada ·
Chili ·
China ·
Colombia ·
Congo-Kinshasa ·
Costa Rica ·
Cuba ·
Curaçao ·
DDR ·
Denemarken ·
Dominica ·
Dominicaanse Republiek ·
Duitsland ·
Ecuador ·
Egypte ·
El Salvador ·
Engeland ·
Estland ·
Fiji ·
Finland ·
Frankrijk ·
Gambia ·
Ghana ·
Griekenland ·
Guatemala ·
Guyana ·
Haïti ·
Honduras ·
Hongarije ·
Ierland ·
IJsland ·
Irak ·
Iran ·
Israël ·
Italië ·
Ivoorkust ·
Jamaica ·
Japan ·
Joegoslavië ·
Kameroen ·
Kroatië ·
Liberia ·
Luxemburg ·
Marokko ·
Martinique ·
Nederland ·
Nederlandse Antillen ·
Nicaragua ·
Nieuw-Zeeland ·
Nigeria ·
Noord-Ierland ·
Noord-Korea ·
Noorwegen ·
Oekraïne ·
Oezbekistan ·
Panama ·
Paraguay ·
Peru ·
Polen ·
Portugal ·
Qatar ·
Roemenië ·
Rusland ·
Saint Kitts en Nevis ·
Saint Vincent en de Grenadines ·
Saoedi-Arabië ·
Schotland ·
Senegal ·
Servië ·
Slovenië ·
Slowakije ·
Sovjet-Unie ·
Spanje ·
Suriname ·
Trinidad en Tobago ·
Tsjechië ·
Tsjecho-Slowakije ·
Tunesië ·
Turkije ·
Uruguay ·
Venezuela ·
Verenigde Staten ·
Wales ·
Wit-Rusland ·
Zuid-Afrika ·
Zuid-Korea ·
Zweden ·
Zwitserland
Angola (2006) ·
Argentinië (2006) ·
Brazilië (1999) ·
Brazilië (2014) ·
Brazilië (2018) ·
Duitsland (2018) ·
Frankrijk (2010) ·
Iran (2006) ·
Kameroen (2014) ·
Kroatië (2014) ·
Nederland (2014) ·
Portugal (2006) ·
Uruguay (2010) ·
Zuid-Afrika (2010) ·
Zuid-Korea (2018) ·
Zweden (2018)
USSF · A-internationals · Selecties · Bondscoaches · Amerikaans vrouwenelftal · Olympisch elftal · USA -21 · USA -20 · USA -19 · USA -18 · USA -17
1885 – 1919 · 
1920 – 1929 · 
1930 – 1939 · 
1940 – 1949 · 
1950 – 1959 · 
1960 – 1969 · 
1970 – 1979 · 
1980 – 1989 · 
1990 – 1999 · 
2000 – 2009 · 
2010 – 2019 ·
2020 − 2029
CA 1993 · 
CA 1995 · 
CA 2007 · 
CA 2016
CC 1992 · 
CC 1999 · 
CC 2003 · 
CC 2009
WK 1930 · 
WK 1934 · 
WK 1950 · 
WK 1990 · 
WK 1994 · 
WK 1998 · 
WK 2002 · 
WK 2006 · 
WK 2010 · 
WK 2014
OS 1904 · 
OS 1924 · 
OS 1928 · 
OS 1936 · 
OS 1948 · 
OS 1952 · 
OS 1956 · 
OS 1972 · 
OS 1984 · 
OS 1988 · 
OS 1992 · 
OS 1996 · 
OS 2000 · 
OS 2008
Algerije ·
Antigua en Barbuda ·
Argentinië ·
Armenië ·
Australië ·
Azerbeidzjan ·
Barbados ·
België ·
Belize ·
Bermuda ·
Bolivia ·
Bosnië en Herzegovina ·
Brazilië ·
Canada ·
Chili ·
China ·
Colombia ·
Costa Rica ·
Cuba ·
Curaçao ·
Denemarken ·
DDR ·
Duitsland ·
Ecuador ·
Egypte ·
El Salvador ·
Engeland ·
Estland ·
Finland ·
Frankrijk ·
Ghana ·
GOS ·
Grenada ·
Griekenland ·
Guatemala ·
Guyana ·
Haïti ·
Honduras ·
Hongarije ·
Ierland ·
IJsland ·
Iran ·
Israël ·
Italië ·
Ivoorkust ·
Jamaica ·
Japan ·
Joegoslavië ·
Kaaimaneilanden ·
Kameroen ·
Koeweit ·
Letland ·
Liechtenstein ·
Luxemburg ·
Malta ·
Marokko ·
Martinique ·
Mexico ·
Moldavië ·
Nederland ·
Nederlandse Antillen ·
Nicaragua ·
Nieuw-Zeeland ·
Nigeria ·
Noord-Ierland ·
Noord-Korea ·
Noord-Macedonië ·
Noorwegen ·
Oekraïne ·
Oezbekistan ·
Oman ·
Oostenrijk ·
Panama ·
Paraguay ·
Peru ·
Polen ·
Portugal ·
Puerto Rico ·
Qatar ·
Roemenië ·
Rusland ·
Saint Kitts en Nevis ·
Saint Vincent en de Grenadines ·
Saoedi-Arabië ·
Schotland ·
Servië ·
Slovenië ·
Slowakije ·
Sovjet-Unie ·
Spanje ·
Thailand ·
Trinidad en Tobago ·
Tsjechië ·
Tsjecho-Slowakije ·
Tunesië ·
Turkije ·
Uruguay ·
Venezuela ·
Wales ·
Zuid-Afrika ·
Zuid-Korea ·
Zweden ·
Zwitserland
Algerije (2010) ·
België (2014) ·
Brazilië (2009, 2) ·
Duitsland (2014) ·
Engeland (2010) ·
Ghana (2006) · 
Ghana (2014) · 
Italië (2006) · 
Nederland (2022) ·
Portugal (2014) ·
Slovenië (2010) ·
Tsjechië (2006)